# Фијанкето
У шаху, фијанкето је шаблон развоја коме је ловац развијен на другом реду сусједне б или г колоне, а скакачев пјешак је помјерен један или два поља напријед. 
Фијанкето је склоп многих "хипермодерних" отварања, чија је филозофија одлагање непосредног заузимања центра с планом подривања и уништавања противничког централног упоришта. Такође се редовно дешава у индијској одбрани. Фијанкето је мање заступљен у Отвореним играма (1.е4 е5), али краљев ловац је понекад фијанкетиран од црног у шпанској партији или од белог у неуобичајеној варијанти бечке партије. 
Једна од главних користи фијанкетирања јесте да често фијанкетиран ловац буде више активан. Фијенкетирана позиција такође представља могућности за противника; ако фијанкетирани ловац може бити размјењен, поља које је тај ловац штитио постаће слаба и могу формирати основу за напад (нарочито ако је фијанкето изведен на краљевој страни). Размјену фијанкетираних ловаца не би требало радити олако, посебно, ако је непријатељски ловац исте боје и даље на табли.

## Концепт
|   | a | b | c | d | e | f | g | h |   |
| 8 | a8 black rook · b8 black knight · d8 black queen · e8 black king · f8 black bishop · g8 black knight · h8 black rook · a7 black pawn · b7 black bishop · c7 black pawn · d7 black pawn · e7 black pawn · f7 black pawn · g7 black pawn · h7 black pawn · b5 black pawn · a3 white bishop · b3 white pawn · g3 white pawn · a2 white pawn · c2 white pawn · d2 white pawn · e2 white pawn · f2 white pawn · g2 white bishop · h2 white pawn · a1 white rook · b1 white knight · d1 white queen · e1 white king · g1 white knight · h1 white rook | a8 black rook · b8 black knight · d8 black queen · e8 black king · f8 black bishop · g8 black knight · h8 black rook · a7 black pawn · b7 black bishop · c7 black pawn · d7 black pawn · e7 black pawn · f7 black pawn · g7 black pawn · h7 black pawn · b5 black pawn · a3 white bishop · b3 white pawn · g3 white pawn · a2 white pawn · c2 white pawn · d2 white pawn · e2 white pawn · f2 white pawn · g2 white bishop · h2 white pawn · a1 white rook · b1 white knight · d1 white queen · e1 white king · g1 white knight · h1 white rook | a8 black rook · b8 black knight · d8 black queen · e8 black king · f8 black bishop · g8 black knight · h8 black rook · a7 black pawn · b7 black bishop · c7 black pawn · d7 black pawn · e7 black pawn · f7 black pawn · g7 black pawn · h7 black pawn · b5 black pawn · a3 white bishop · b3 white pawn · g3 white pawn · a2 white pawn · c2 white pawn · d2 white pawn · e2 white pawn · f2 white pawn · g2 white bishop · h2 white pawn · a1 white rook · b1 white knight · d1 white queen · e1 white king · g1 white knight · h1 white rook | a8 black rook · b8 black knight · d8 black queen · e8 black king · f8 black bishop · g8 black knight · h8 black rook · a7 black pawn · b7 black bishop · c7 black pawn · d7 black pawn · e7 black pawn · f7 black pawn · g7 black pawn · h7 black pawn · b5 black pawn · a3 white bishop · b3 white pawn · g3 white pawn · a2 white pawn · c2 white pawn · d2 white pawn · e2 white pawn · f2 white pawn · g2 white bishop · h2 white pawn · a1 white rook · b1 white knight · d1 white queen · e1 white king · g1 white knight · h1 white rook | a8 black rook · b8 black knight · d8 black queen · e8 black king · f8 black bishop · g8 black knight · h8 black rook · a7 black pawn · b7 black bishop · c7 black pawn · d7 black pawn · e7 black pawn · f7 black pawn · g7 black pawn · h7 black pawn · b5 black pawn · a3 white bishop · b3 white pawn · g3 white pawn · a2 white pawn · c2 white pawn · d2 white pawn · e2 white pawn · f2 white pawn · g2 white bishop · h2 white pawn · a1 white rook · b1 white knight · d1 white queen · e1 white king · g1 white knight · h1 white rook | a8 black rook · b8 black knight · d8 black queen · e8 black king · f8 black bishop · g8 black knight · h8 black rook · a7 black pawn · b7 black bishop · c7 black pawn · d7 black pawn · e7 black pawn · f7 black pawn · g7 black pawn · h7 black pawn · b5 black pawn · a3 white bishop · b3 white pawn · g3 white pawn · a2 white pawn · c2 white pawn · d2 white pawn · e2 white pawn · f2 white pawn · g2 white bishop · h2 white pawn · a1 white rook · b1 white knight · d1 white queen · e1 white king · g1 white knight · h1 white rook | a8 black rook · b8 black knight · d8 black queen · e8 black king · f8 black bishop · g8 black knight · h8 black rook · a7 black pawn · b7 black bishop · c7 black pawn · d7 black pawn · e7 black pawn · f7 black pawn · g7 black pawn · h7 black pawn · b5 black pawn · a3 white bishop · b3 white pawn · g3 white pawn · a2 white pawn · c2 white pawn · d2 white pawn · e2 white pawn · f2 white pawn · g2 white bishop · h2 white pawn · a1 white rook · b1 white knight · d1 white queen · e1 white king · g1 white knight · h1 white rook | a8 black rook · b8 black knight · d8 black queen · e8 black king · f8 black bishop · g8 black knight · h8 black rook · a7 black pawn · b7 black bishop · c7 black pawn · d7 black pawn · e7 black pawn · f7 black pawn · g7 black pawn · h7 black pawn · b5 black pawn · a3 white bishop · b3 white pawn · g3 white pawn · a2 white pawn · c2 white pawn · d2 white pawn · e2 white pawn · f2 white pawn · g2 white bishop · h2 white pawn · a1 white rook · b1 white knight · d1 white queen · e1 white king · g1 white knight · h1 white rook | 8 |
| 7 | a8 black rook · b8 black knight · d8 black queen · e8 black king · f8 black bishop · g8 black knight · h8 black rook · a7 black pawn · b7 black bishop · c7 black pawn · d7 black pawn · e7 black pawn · f7 black pawn · g7 black pawn · h7 black pawn · b5 black pawn · a3 white bishop · b3 white pawn · g3 white pawn · a2 white pawn · c2 white pawn · d2 white pawn · e2 white pawn · f2 white pawn · g2 white bishop · h2 white pawn · a1 white rook · b1 white knight · d1 white queen · e1 white king · g1 white knight · h1 white rook | a8 black rook · b8 black knight · d8 black queen · e8 black king · f8 black bishop · g8 black knight · h8 black rook · a7 black pawn · b7 black bishop · c7 black pawn · d7 black pawn · e7 black pawn · f7 black pawn · g7 black pawn · h7 black pawn · b5 black pawn · a3 white bishop · b3 white pawn · g3 white pawn · a2 white pawn · c2 white pawn · d2 white pawn · e2 white pawn · f2 white pawn · g2 white bishop · h2 white pawn · a1 white rook · b1 white knight · d1 white queen · e1 white king · g1 white knight · h1 white rook | a8 black rook · b8 black knight · d8 black queen · e8 black king · f8 black bishop · g8 black knight · h8 black rook · a7 black pawn · b7 black bishop · c7 black pawn · d7 black pawn · e7 black pawn · f7 black pawn · g7 black pawn · h7 black pawn · b5 black pawn · a3 white bishop · b3 white pawn · g3 white pawn · a2 white pawn · c2 white pawn · d2 white pawn · e2 white pawn · f2 white pawn · g2 white bishop · h2 white pawn · a1 white rook · b1 white knight · d1 white queen · e1 white king · g1 white knight · h1 white rook | a8 black rook · b8 black knight · d8 black queen · e8 black king · f8 black bishop · g8 black knight · h8 black rook · a7 black pawn · b7 black bishop · c7 black pawn · d7 black pawn · e7 black pawn · f7 black pawn · g7 black pawn · h7 black pawn · b5 black pawn · a3 white bishop · b3 white pawn · g3 white pawn · a2 white pawn · c2 white pawn · d2 white pawn · e2 white pawn · f2 white pawn · g2 white bishop · h2 white pawn · a1 white rook · b1 white knight · d1 white queen · e1 white king · g1 white knight · h1 white rook | a8 black rook · b8 black knight · d8 black queen · e8 black king · f8 black bishop · g8 black knight · h8 black rook · a7 black pawn · b7 black bishop · c7 black pawn · d7 black pawn · e7 black pawn · f7 black pawn · g7 black pawn · h7 black pawn · b5 black pawn · a3 white bishop · b3 white pawn · g3 white pawn · a2 white pawn · c2 white pawn · d2 white pawn · e2 white pawn · f2 white pawn · g2 white bishop · h2 white pawn · a1 white rook · b1 white knight · d1 white queen · e1 white king · g1 white knight · h1 white rook | a8 black rook · b8 black knight · d8 black queen · e8 black king · f8 black bishop · g8 black knight · h8 black rook · a7 black pawn · b7 black bishop · c7 black pawn · d7 black pawn · e7 black pawn · f7 black pawn · g7 black pawn · h7 black pawn · b5 black pawn · a3 white bishop · b3 white pawn · g3 white pawn · a2 white pawn · c2 white pawn · d2 white pawn · e2 white pawn · f2 white pawn · g2 white bishop · h2 white pawn · a1 white rook · b1 white knight · d1 white queen · e1 white king · g1 white knight · h1 white rook | a8 black rook · b8 black knight · d8 black queen · e8 black king · f8 black bishop · g8 black knight · h8 black rook · a7 black pawn · b7 black bishop · c7 black pawn · d7 black pawn · e7 black pawn · f7 black pawn · g7 black pawn · h7 black pawn · b5 black pawn · a3 white bishop · b3 white pawn · g3 white pawn · a2 white pawn · c2 white pawn · d2 white pawn · e2 white pawn · f2 white pawn · g2 white bishop · h2 white pawn · a1 white rook · b1 white knight · d1 white queen · e1 white king · g1 white knight · h1 white rook | a8 black rook · b8 black knight · d8 black queen · e8 black king · f8 black bishop · g8 black knight · h8 black rook · a7 black pawn · b7 black bishop · c7 black pawn · d7 black pawn · e7 black pawn · f7 black pawn · g7 black pawn · h7 black pawn · b5 black pawn · a3 white bishop · b3 white pawn · g3 white pawn · a2 white pawn · c2 white pawn · d2 white pawn · e2 white pawn · f2 white pawn · g2 white bishop · h2 white pawn · a1 white rook · b1 white knight · d1 white queen · e1 white king · g1 white knight · h1 white rook | 7 |
| 6 | a8 black rook · b8 black knight · d8 black queen · e8 black king · f8 black bishop · g8 black knight · h8 black rook · a7 black pawn · b7 black bishop · c7 black pawn · d7 black pawn · e7 black pawn · f7 black pawn · g7 black pawn · h7 black pawn · b5 black pawn · a3 white bishop · b3 white pawn · g3 white pawn · a2 white pawn · c2 white pawn · d2 white pawn · e2 white pawn · f2 white pawn · g2 white bishop · h2 white pawn · a1 white rook · b1 white knight · d1 white queen · e1 white king · g1 white knight · h1 white rook | a8 black rook · b8 black knight · d8 black queen · e8 black king · f8 black bishop · g8 black knight · h8 black rook · a7 black pawn · b7 black bishop · c7 black pawn · d7 black pawn · e7 black pawn · f7 black pawn · g7 black pawn · h7 black pawn · b5 black pawn · a3 white bishop · b3 white pawn · g3 white pawn · a2 white pawn · c2 white pawn · d2 white pawn · e2 white pawn · f2 white pawn · g2 white bishop · h2 white pawn · a1 white rook · b1 white knight · d1 white queen · e1 white king · g1 white knight · h1 white rook | a8 black rook · b8 black knight · d8 black queen · e8 black king · f8 black bishop · g8 black knight · h8 black rook · a7 black pawn · b7 black bishop · c7 black pawn · d7 black pawn · e7 black pawn · f7 black pawn · g7 black pawn · h7 black pawn · b5 black pawn · a3 white bishop · b3 white pawn · g3 white pawn · a2 white pawn · c2 white pawn · d2 white pawn · e2 white pawn · f2 white pawn · g2 white bishop · h2 white pawn · a1 white rook · b1 white knight · d1 white queen · e1 white king · g1 white knight · h1 white rook | a8 black rook · b8 black knight · d8 black queen · e8 black king · f8 black bishop · g8 black knight · h8 black rook · a7 black pawn · b7 black bishop · c7 black pawn · d7 black pawn · e7 black pawn · f7 black pawn · g7 black pawn · h7 black pawn · b5 black pawn · a3 white bishop · b3 white pawn · g3 white pawn · a2 white pawn · c2 white pawn · d2 white pawn · e2 white pawn · f2 white pawn · g2 white bishop · h2 white pawn · a1 white rook · b1 white knight · d1 white queen · e1 white king · g1 white knight · h1 white rook | a8 black rook · b8 black knight · d8 black queen · e8 black king · f8 black bishop · g8 black knight · h8 black rook · a7 black pawn · b7 black bishop · c7 black pawn · d7 black pawn · e7 black pawn · f7 black pawn · g7 black pawn · h7 black pawn · b5 black pawn · a3 white bishop · b3 white pawn · g3 white pawn · a2 white pawn · c2 white pawn · d2 white pawn · e2 white pawn · f2 white pawn · g2 white bishop · h2 white pawn · a1 white rook · b1 white knight · d1 white queen · e1 white king · g1 white knight · h1 white rook | a8 black rook · b8 black knight · d8 black queen · e8 black king · f8 black bishop · g8 black knight · h8 black rook · a7 black pawn · b7 black bishop · c7 black pawn · d7 black pawn · e7 black pawn · f7 black pawn · g7 black pawn · h7 black pawn · b5 black pawn · a3 white bishop · b3 white pawn · g3 white pawn · a2 white pawn · c2 white pawn · d2 white pawn · e2 white pawn · f2 white pawn · g2 white bishop · h2 white pawn · a1 white rook · b1 white knight · d1 white queen · e1 white king · g1 white knight · h1 white rook | a8 black rook · b8 black knight · d8 black queen · e8 black king · f8 black bishop · g8 black knight · h8 black rook · a7 black pawn · b7 black bishop · c7 black pawn · d7 black pawn · e7 black pawn · f7 black pawn · g7 black pawn · h7 black pawn · b5 black pawn · a3 white bishop · b3 white pawn · g3 white pawn · a2 white pawn · c2 white pawn · d2 white pawn · e2 white pawn · f2 white pawn · g2 white bishop · h2 white pawn · a1 white rook · b1 white knight · d1 white queen · e1 white king · g1 white knight · h1 white rook | a8 black rook · b8 black knight · d8 black queen · e8 black king · f8 black bishop · g8 black knight · h8 black rook · a7 black pawn · b7 black bishop · c7 black pawn · d7 black pawn · e7 black pawn · f7 black pawn · g7 black pawn · h7 black pawn · b5 black pawn · a3 white bishop · b3 white pawn · g3 white pawn · a2 white pawn · c2 white pawn · d2 white pawn · e2 white pawn · f2 white pawn · g2 white bishop · h2 white pawn · a1 white rook · b1 white knight · d1 white queen · e1 white king · g1 white knight · h1 white rook | 6 |
| 5 | a8 black rook · b8 black knight · d8 black queen · e8 black king · f8 black bishop · g8 black knight · h8 black rook · a7 black pawn · b7 black bishop · c7 black pawn · d7 black pawn · e7 black pawn · f7 black pawn · g7 black pawn · h7 black pawn · b5 black pawn · a3 white bishop · b3 white pawn · g3 white pawn · a2 white pawn · c2 white pawn · d2 white pawn · e2 white pawn · f2 white pawn · g2 white bishop · h2 white pawn · a1 white rook · b1 white knight · d1 white queen · e1 white king · g1 white knight · h1 white rook | a8 black rook · b8 black knight · d8 black queen · e8 black king · f8 black bishop · g8 black knight · h8 black rook · a7 black pawn · b7 black bishop · c7 black pawn · d7 black pawn · e7 black pawn · f7 black pawn · g7 black pawn · h7 black pawn · b5 black pawn · a3 white bishop · b3 white pawn · g3 white pawn · a2 white pawn · c2 white pawn · d2 white pawn · e2 white pawn · f2 white pawn · g2 white bishop · h2 white pawn · a1 white rook · b1 white knight · d1 white queen · e1 white king · g1 white knight · h1 white rook | a8 black rook · b8 black knight · d8 black queen · e8 black king · f8 black bishop · g8 black knight · h8 black rook · a7 black pawn · b7 black bishop · c7 black pawn · d7 black pawn · e7 black pawn · f7 black pawn · g7 black pawn · h7 black pawn · b5 black pawn · a3 white bishop · b3 white pawn · g3 white pawn · a2 white pawn · c2 white pawn · d2 white pawn · e2 white pawn · f2 white pawn · g2 white bishop · h2 white pawn · a1 white rook · b1 white knight · d1 white queen · e1 white king · g1 white knight · h1 white rook | a8 black rook · b8 black knight · d8 black queen · e8 black king · f8 black bishop · g8 black knight · h8 black rook · a7 black pawn · b7 black bishop · c7 black pawn · d7 black pawn · e7 black pawn · f7 black pawn · g7 black pawn · h7 black pawn · b5 black pawn · a3 white bishop · b3 white pawn · g3 white pawn · a2 white pawn · c2 white pawn · d2 white pawn · e2 white pawn · f2 white pawn · g2 white bishop · h2 white pawn · a1 white rook · b1 white knight · d1 white queen · e1 white king · g1 white knight · h1 white rook | a8 black rook · b8 black knight · d8 black queen · e8 black king · f8 black bishop · g8 black knight · h8 black rook · a7 black pawn · b7 black bishop · c7 black pawn · d7 black pawn · e7 black pawn · f7 black pawn · g7 black pawn · h7 black pawn · b5 black pawn · a3 white bishop · b3 white pawn · g3 white pawn · a2 white pawn · c2 white pawn · d2 white pawn · e2 white pawn · f2 white pawn · g2 white bishop · h2 white pawn · a1 white rook · b1 white knight · d1 white queen · e1 white king · g1 white knight · h1 white rook | a8 black rook · b8 black knight · d8 black queen · e8 black king · f8 black bishop · g8 black knight · h8 black rook · a7 black pawn · b7 black bishop · c7 black pawn · d7 black pawn · e7 black pawn · f7 black pawn · g7 black pawn · h7 black pawn · b5 black pawn · a3 white bishop · b3 white pawn · g3 white pawn · a2 white pawn · c2 white pawn · d2 white pawn · e2 white pawn · f2 white pawn · g2 white bishop · h2 white pawn · a1 white rook · b1 white knight · d1 white queen · e1 white king · g1 white knight · h1 white rook | a8 black rook · b8 black knight · d8 black queen · e8 black king · f8 black bishop · g8 black knight · h8 black rook · a7 black pawn · b7 black bishop · c7 black pawn · d7 black pawn · e7 black pawn · f7 black pawn · g7 black pawn · h7 black pawn · b5 black pawn · a3 white bishop · b3 white pawn · g3 white pawn · a2 white pawn · c2 white pawn · d2 white pawn · e2 white pawn · f2 white pawn · g2 white bishop · h2 white pawn · a1 white rook · b1 white knight · d1 white queen · e1 white king · g1 white knight · h1 white rook | a8 black rook · b8 black knight · d8 black queen · e8 black king · f8 black bishop · g8 black knight · h8 black rook · a7 black pawn · b7 black bishop · c7 black pawn · d7 black pawn · e7 black pawn · f7 black pawn · g7 black pawn · h7 black pawn · b5 black pawn · a3 white bishop · b3 white pawn · g3 white pawn · a2 white pawn · c2 white pawn · d2 white pawn · e2 white pawn · f2 white pawn · g2 white bishop · h2 white pawn · a1 white rook · b1 white knight · d1 white queen · e1 white king · g1 white knight · h1 white rook | 5 |
| 4 | a8 black rook · b8 black knight · d8 black queen · e8 black king · f8 black bishop · g8 black knight · h8 black rook · a7 black pawn · b7 black bishop · c7 black pawn · d7 black pawn · e7 black pawn · f7 black pawn · g7 black pawn · h7 black pawn · b5 black pawn · a3 white bishop · b3 white pawn · g3 white pawn · a2 white pawn · c2 white pawn · d2 white pawn · e2 white pawn · f2 white pawn · g2 white bishop · h2 white pawn · a1 white rook · b1 white knight · d1 white queen · e1 white king · g1 white knight · h1 white rook | a8 black rook · b8 black knight · d8 black queen · e8 black king · f8 black bishop · g8 black knight · h8 black rook · a7 black pawn · b7 black bishop · c7 black pawn · d7 black pawn · e7 black pawn · f7 black pawn · g7 black pawn · h7 black pawn · b5 black pawn · a3 white bishop · b3 white pawn · g3 white pawn · a2 white pawn · c2 white pawn · d2 white pawn · e2 white pawn · f2 white pawn · g2 white bishop · h2 white pawn · a1 white rook · b1 white knight · d1 white queen · e1 white king · g1 white knight · h1 white rook | a8 black rook · b8 black knight · d8 black queen · e8 black king · f8 black bishop · g8 black knight · h8 black rook · a7 black pawn · b7 black bishop · c7 black pawn · d7 black pawn · e7 black pawn · f7 black pawn · g7 black pawn · h7 black pawn · b5 black pawn · a3 white bishop · b3 white pawn · g3 white pawn · a2 white pawn · c2 white pawn · d2 white pawn · e2 white pawn · f2 white pawn · g2 white bishop · h2 white pawn · a1 white rook · b1 white knight · d1 white queen · e1 white king · g1 white knight · h1 white rook | a8 black rook · b8 black knight · d8 black queen · e8 black king · f8 black bishop · g8 black knight · h8 black rook · a7 black pawn · b7 black bishop · c7 black pawn · d7 black pawn · e7 black pawn · f7 black pawn · g7 black pawn · h7 black pawn · b5 black pawn · a3 white bishop · b3 white pawn · g3 white pawn · a2 white pawn · c2 white pawn · d2 white pawn · e2 white pawn · f2 white pawn · g2 white bishop · h2 white pawn · a1 white rook · b1 white knight · d1 white queen · e1 white king · g1 white knight · h1 white rook | a8 black rook · b8 black knight · d8 black queen · e8 black king · f8 black bishop · g8 black knight · h8 black rook · a7 black pawn · b7 black bishop · c7 black pawn · d7 black pawn · e7 black pawn · f7 black pawn · g7 black pawn · h7 black pawn · b5 black pawn · a3 white bishop · b3 white pawn · g3 white pawn · a2 white pawn · c2 white pawn · d2 white pawn · e2 white pawn · f2 white pawn · g2 white bishop · h2 white pawn · a1 white rook · b1 white knight · d1 white queen · e1 white king · g1 white knight · h1 white rook | a8 black rook · b8 black knight · d8 black queen · e8 black king · f8 black bishop · g8 black knight · h8 black rook · a7 black pawn · b7 black bishop · c7 black pawn · d7 black pawn · e7 black pawn · f7 black pawn · g7 black pawn · h7 black pawn · b5 black pawn · a3 white bishop · b3 white pawn · g3 white pawn · a2 white pawn · c2 white pawn · d2 white pawn · e2 white pawn · f2 white pawn · g2 white bishop · h2 white pawn · a1 white rook · b1 white knight · d1 white queen · e1 white king · g1 white knight · h1 white rook | a8 black rook · b8 black knight · d8 black queen · e8 black king · f8 black bishop · g8 black knight · h8 black rook · a7 black pawn · b7 black bishop · c7 black pawn · d7 black pawn · e7 black pawn · f7 black pawn · g7 black pawn · h7 black pawn · b5 black pawn · a3 white bishop · b3 white pawn · g3 white pawn · a2 white pawn · c2 white pawn · d2 white pawn · e2 white pawn · f2 white pawn · g2 white bishop · h2 white pawn · a1 white rook · b1 white knight · d1 white queen · e1 white king · g1 white knight · h1 white rook | a8 black rook · b8 black knight · d8 black queen · e8 black king · f8 black bishop · g8 black knight · h8 black rook · a7 black pawn · b7 black bishop · c7 black pawn · d7 black pawn · e7 black pawn · f7 black pawn · g7 black pawn · h7 black pawn · b5 black pawn · a3 white bishop · b3 white pawn · g3 white pawn · a2 white pawn · c2 white pawn · d2 white pawn · e2 white pawn · f2 white pawn · g2 white bishop · h2 white pawn · a1 white rook · b1 white knight · d1 white queen · e1 white king · g1 white knight · h1 white rook | 4 |
| 3 | a8 black rook · b8 black knight · d8 black queen · e8 black king · f8 black bishop · g8 black knight · h8 black rook · a7 black pawn · b7 black bishop · c7 black pawn · d7 black pawn · e7 black pawn · f7 black pawn · g7 black pawn · h7 black pawn · b5 black pawn · a3 white bishop · b3 white pawn · g3 white pawn · a2 white pawn · c2 white pawn · d2 white pawn · e2 white pawn · f2 white pawn · g2 white bishop · h2 white pawn · a1 white rook · b1 white knight · d1 white queen · e1 white king · g1 white knight · h1 white rook | a8 black rook · b8 black knight · d8 black queen · e8 black king · f8 black bishop · g8 black knight · h8 black rook · a7 black pawn · b7 black bishop · c7 black pawn · d7 black pawn · e7 black pawn · f7 black pawn · g7 black pawn · h7 black pawn · b5 black pawn · a3 white bishop · b3 white pawn · g3 white pawn · a2 white pawn · c2 white pawn · d2 white pawn · e2 white pawn · f2 white pawn · g2 white bishop · h2 white pawn · a1 white rook · b1 white knight · d1 white queen · e1 white king · g1 white knight · h1 white rook | a8 black rook · b8 black knight · d8 black queen · e8 black king · f8 black bishop · g8 black knight · h8 black rook · a7 black pawn · b7 black bishop · c7 black pawn · d7 black pawn · e7 black pawn · f7 black pawn · g7 black pawn · h7 black pawn · b5 black pawn · a3 white bishop · b3 white pawn · g3 white pawn · a2 white pawn · c2 white pawn · d2 white pawn · e2 white pawn · f2 white pawn · g2 white bishop · h2 white pawn · a1 white rook · b1 white knight · d1 white queen · e1 white king · g1 white knight · h1 white rook | a8 black rook · b8 black knight · d8 black queen · e8 black king · f8 black bishop · g8 black knight · h8 black rook · a7 black pawn · b7 black bishop · c7 black pawn · d7 black pawn · e7 black pawn · f7 black pawn · g7 black pawn · h7 black pawn · b5 black pawn · a3 white bishop · b3 white pawn · g3 white pawn · a2 white pawn · c2 white pawn · d2 white pawn · e2 white pawn · f2 white pawn · g2 white bishop · h2 white pawn · a1 white rook · b1 white knight · d1 white queen · e1 white king · g1 white knight · h1 white rook | a8 black rook · b8 black knight · d8 black queen · e8 black king · f8 black bishop · g8 black knight · h8 black rook · a7 black pawn · b7 black bishop · c7 black pawn · d7 black pawn · e7 black pawn · f7 black pawn · g7 black pawn · h7 black pawn · b5 black pawn · a3 white bishop · b3 white pawn · g3 white pawn · a2 white pawn · c2 white pawn · d2 white pawn · e2 white pawn · f2 white pawn · g2 white bishop · h2 white pawn · a1 white rook · b1 white knight · d1 white queen · e1 white king · g1 white knight · h1 white rook | a8 black rook · b8 black knight · d8 black queen · e8 black king · f8 black bishop · g8 black knight · h8 black rook · a7 black pawn · b7 black bishop · c7 black pawn · d7 black pawn · e7 black pawn · f7 black pawn · g7 black pawn · h7 black pawn · b5 black pawn · a3 white bishop · b3 white pawn · g3 white pawn · a2 white pawn · c2 white pawn · d2 white pawn · e2 white pawn · f2 white pawn · g2 white bishop · h2 white pawn · a1 white rook · b1 white knight · d1 white queen · e1 white king · g1 white knight · h1 white rook | a8 black rook · b8 black knight · d8 black queen · e8 black king · f8 black bishop · g8 black knight · h8 black rook · a7 black pawn · b7 black bishop · c7 black pawn · d7 black pawn · e7 black pawn · f7 black pawn · g7 black pawn · h7 black pawn · b5 black pawn · a3 white bishop · b3 white pawn · g3 white pawn · a2 white pawn · c2 white pawn · d2 white pawn · e2 white pawn · f2 white pawn · g2 white bishop · h2 white pawn · a1 white rook · b1 white knight · d1 white queen · e1 white king · g1 white knight · h1 white rook | a8 black rook · b8 black knight · d8 black queen · e8 black king · f8 black bishop · g8 black knight · h8 black rook · a7 black pawn · b7 black bishop · c7 black pawn · d7 black pawn · e7 black pawn · f7 black pawn · g7 black pawn · h7 black pawn · b5 black pawn · a3 white bishop · b3 white pawn · g3 white pawn · a2 white pawn · c2 white pawn · d2 white pawn · e2 white pawn · f2 white pawn · g2 white bishop · h2 white pawn · a1 white rook · b1 white knight · d1 white queen · e1 white king · g1 white knight · h1 white rook | 3 |
| 2 | a8 black rook · b8 black knight · d8 black queen · e8 black king · f8 black bishop · g8 black knight · h8 black rook · a7 black pawn · b7 black bishop · c7 black pawn · d7 black pawn · e7 black pawn · f7 black pawn · g7 black pawn · h7 black pawn · b5 black pawn · a3 white bishop · b3 white pawn · g3 white pawn · a2 white pawn · c2 white pawn · d2 white pawn · e2 white pawn · f2 white pawn · g2 white bishop · h2 white pawn · a1 white rook · b1 white knight · d1 white queen · e1 white king · g1 white knight · h1 white rook | a8 black rook · b8 black knight · d8 black queen · e8 black king · f8 black bishop · g8 black knight · h8 black rook · a7 black pawn · b7 black bishop · c7 black pawn · d7 black pawn · e7 black pawn · f7 black pawn · g7 black pawn · h7 black pawn · b5 black pawn · a3 white bishop · b3 white pawn · g3 white pawn · a2 white pawn · c2 white pawn · d2 white pawn · e2 white pawn · f2 white pawn · g2 white bishop · h2 white pawn · a1 white rook · b1 white knight · d1 white queen · e1 white king · g1 white knight · h1 white rook | a8 black rook · b8 black knight · d8 black queen · e8 black king · f8 black bishop · g8 black knight · h8 black rook · a7 black pawn · b7 black bishop · c7 black pawn · d7 black pawn · e7 black pawn · f7 black pawn · g7 black pawn · h7 black pawn · b5 black pawn · a3 white bishop · b3 white pawn · g3 white pawn · a2 white pawn · c2 white pawn · d2 white pawn · e2 white pawn · f2 white pawn · g2 white bishop · h2 white pawn · a1 white rook · b1 white knight · d1 white queen · e1 white king · g1 white knight · h1 white rook | a8 black rook · b8 black knight · d8 black queen · e8 black king · f8 black bishop · g8 black knight · h8 black rook · a7 black pawn · b7 black bishop · c7 black pawn · d7 black pawn · e7 black pawn · f7 black pawn · g7 black pawn · h7 black pawn · b5 black pawn · a3 white bishop · b3 white pawn · g3 white pawn · a2 white pawn · c2 white pawn · d2 white pawn · e2 white pawn · f2 white pawn · g2 white bishop · h2 white pawn · a1 white rook · b1 white knight · d1 white queen · e1 white king · g1 white knight · h1 white rook | a8 black rook · b8 black knight · d8 black queen · e8 black king · f8 black bishop · g8 black knight · h8 black rook · a7 black pawn · b7 black bishop · c7 black pawn · d7 black pawn · e7 black pawn · f7 black pawn · g7 black pawn · h7 black pawn · b5 black pawn · a3 white bishop · b3 white pawn · g3 white pawn · a2 white pawn · c2 white pawn · d2 white pawn · e2 white pawn · f2 white pawn · g2 white bishop · h2 white pawn · a1 white rook · b1 white knight · d1 white queen · e1 white king · g1 white knight · h1 white rook | a8 black rook · b8 black knight · d8 black queen · e8 black king · f8 black bishop · g8 black knight · h8 black rook · a7 black pawn · b7 black bishop · c7 black pawn · d7 black pawn · e7 black pawn · f7 black pawn · g7 black pawn · h7 black pawn · b5 black pawn · a3 white bishop · b3 white pawn · g3 white pawn · a2 white pawn · c2 white pawn · d2 white pawn · e2 white pawn · f2 white pawn · g2 white bishop · h2 white pawn · a1 white rook · b1 white knight · d1 white queen · e1 white king · g1 white knight · h1 white rook | a8 black rook · b8 black knight · d8 black queen · e8 black king · f8 black bishop · g8 black knight · h8 black rook · a7 black pawn · b7 black bishop · c7 black pawn · d7 black pawn · e7 black pawn · f7 black pawn · g7 black pawn · h7 black pawn · b5 black pawn · a3 white bishop · b3 white pawn · g3 white pawn · a2 white pawn · c2 white pawn · d2 white pawn · e2 white pawn · f2 white pawn · g2 white bishop · h2 white pawn · a1 white rook · b1 white knight · d1 white queen · e1 white king · g1 white knight · h1 white rook | a8 black rook · b8 black knight · d8 black queen · e8 black king · f8 black bishop · g8 black knight · h8 black rook · a7 black pawn · b7 black bishop · c7 black pawn · d7 black pawn · e7 black pawn · f7 black pawn · g7 black pawn · h7 black pawn · b5 black pawn · a3 white bishop · b3 white pawn · g3 white pawn · a2 white pawn · c2 white pawn · d2 white pawn · e2 white pawn · f2 white pawn · g2 white bishop · h2 white pawn · a1 white rook · b1 white knight · d1 white queen · e1 white king · g1 white knight · h1 white rook | 2 |
| 1 | a8 black rook · b8 black knight · d8 black queen · e8 black king · f8 black bishop · g8 black knight · h8 black rook · a7 black pawn · b7 black bishop · c7 black pawn · d7 black pawn · e7 black pawn · f7 black pawn · g7 black pawn · h7 black pawn · b5 black pawn · a3 white bishop · b3 white pawn · g3 white pawn · a2 white pawn · c2 white pawn · d2 white pawn · e2 white pawn · f2 white pawn · g2 white bishop · h2 white pawn · a1 white rook · b1 white knight · d1 white queen · e1 white king · g1 white knight · h1 white rook | a8 black rook · b8 black knight · d8 black queen · e8 black king · f8 black bishop · g8 black knight · h8 black rook · a7 black pawn · b7 black bishop · c7 black pawn · d7 black pawn · e7 black pawn · f7 black pawn · g7 black pawn · h7 black pawn · b5 black pawn · a3 white bishop · b3 white pawn · g3 white pawn · a2 white pawn · c2 white pawn · d2 white pawn · e2 white pawn · f2 white pawn · g2 white bishop · h2 white pawn · a1 white rook · b1 white knight · d1 white queen · e1 white king · g1 white knight · h1 white rook | a8 black rook · b8 black knight · d8 black queen · e8 black king · f8 black bishop · g8 black knight · h8 black rook · a7 black pawn · b7 black bishop · c7 black pawn · d7 black pawn · e7 black pawn · f7 black pawn · g7 black pawn · h7 black pawn · b5 black pawn · a3 white bishop · b3 white pawn · g3 white pawn · a2 white pawn · c2 white pawn · d2 white pawn · e2 white pawn · f2 white pawn · g2 white bishop · h2 white pawn · a1 white rook · b1 white knight · d1 white queen · e1 white king · g1 white knight · h1 white rook | a8 black rook · b8 black knight · d8 black queen · e8 black king · f8 black bishop · g8 black knight · h8 black rook · a7 black pawn · b7 black bishop · c7 black pawn · d7 black pawn · e7 black pawn · f7 black pawn · g7 black pawn · h7 black pawn · b5 black pawn · a3 white bishop · b3 white pawn · g3 white pawn · a2 white pawn · c2 white pawn · d2 white pawn · e2 white pawn · f2 white pawn · g2 white bishop · h2 white pawn · a1 white rook · b1 white knight · d1 white queen · e1 white king · g1 white knight · h1 white rook | a8 black rook · b8 black knight · d8 black queen · e8 black king · f8 black bishop · g8 black knight · h8 black rook · a7 black pawn · b7 black bishop · c7 black pawn · d7 black pawn · e7 black pawn · f7 black pawn · g7 black pawn · h7 black pawn · b5 black pawn · a3 white bishop · b3 white pawn · g3 white pawn · a2 white pawn · c2 white pawn · d2 white pawn · e2 white pawn · f2 white pawn · g2 white bishop · h2 white pawn · a1 white rook · b1 white knight · d1 white queen · e1 white king · g1 white knight · h1 white rook | a8 black rook · b8 black knight · d8 black queen · e8 black king · f8 black bishop · g8 black knight · h8 black rook · a7 black pawn · b7 black bishop · c7 black pawn · d7 black pawn · e7 black pawn · f7 black pawn · g7 black pawn · h7 black pawn · b5 black pawn · a3 white bishop · b3 white pawn · g3 white pawn · a2 white pawn · c2 white pawn · d2 white pawn · e2 white pawn · f2 white pawn · g2 white bishop · h2 white pawn · a1 white rook · b1 white knight · d1 white queen · e1 white king · g1 white knight · h1 white rook | a8 black rook · b8 black knight · d8 black queen · e8 black king · f8 black bishop · g8 black knight · h8 black rook · a7 black pawn · b7 black bishop · c7 black pawn · d7 black pawn · e7 black pawn · f7 black pawn · g7 black pawn · h7 black pawn · b5 black pawn · a3 white bishop · b3 white pawn · g3 white pawn · a2 white pawn · c2 white pawn · d2 white pawn · e2 white pawn · f2 white pawn · g2 white bishop · h2 white pawn · a1 white rook · b1 white knight · d1 white queen · e1 white king · g1 white knight · h1 white rook | a8 black rook · b8 black knight · d8 black queen · e8 black king · f8 black bishop · g8 black knight · h8 black rook · a7 black pawn · b7 black bishop · c7 black pawn · d7 black pawn · e7 black pawn · f7 black pawn · g7 black pawn · h7 black pawn · b5 black pawn · a3 white bishop · b3 white pawn · g3 white pawn · a2 white pawn · c2 white pawn · d2 white pawn · e2 white pawn · f2 white pawn · g2 white bishop · h2 white pawn · a1 white rook · b1 white knight · d1 white queen · e1 white king · g1 white knight · h1 white rook | 1 |
|   | a | b | c | d | e | f | g | h |   |

 На суседном дијаграму приказане су три различите врсте фијанкетирања (не као дио стварне игре, већ као засебни примјери који су илустровани у једну шаховницу). Ловац белог краља налази се на нормалном фијанкетном мјесту, а скакачев пјешак је напредовао једно поље, а ловац је заузео дугу дијагоналу. Ово је најчешћа врста фијанкета која се, између осталих отварања, виђа у сицилијанском Змају, Пирчевој одбрани, модерној одбрани, модерном Бенонију, Гринфелдовој одбрани и краљевој индијанској одбрани . 
Ловац црног играча на даминој страни је такође фијанкетиран, али скакачев пјешак се померио напред два поља, чинећи ово дугачким фијанкетом. Б-пјешак такође контролише ц4 поље, што је често корисно. Ако бијели игра краљев индијански напад 1. Сф3 2.г3, црни може играти дуги краљичин фијанкето да се супротстави бијелом ловцу и отежати бијелом да игра пјешачки удар на ц4. Дуги фијанкето на краљевој страни се ређе игра јер слаби пјешачки зид испред рокадног положаја и контролише мање важно поље. Ипак, Гробов напад 1.г4 и Боргова одбрана ("Гроб" уназад) 1.е4 г5 ?! понекад играју играчи попут ИМ Михњела Басмана . 
Ловац белог играча на даминој страни је дошао на поље а3 што се понекад назива и проширеним фијанкетом. Уместо да контролише дугу дијагоналу, он циља на поље ф8 у табору црног играча. Ако црни помјери свог е-пјешака, бијели може играти Лкф8, након чега ће црни морати губити време на вјештачку рокаду након што узме ловца на пољу ф8 својим краљем. Ова тактика је често виђена на Еванс Гамбит-у и даје Бенко Гамбит-у много могућности. Црни често игра. . . Ла6 у француској одбрани и даминој индијској одбрани ако бијели игра г3 како би фијанкетирао свог ловца (потез Арона Нимзовича против класичне главне линије ). 

## Четири фијанкетирана ловца
|   | a | b | c | d | e | f | g | h |   |
| 8 | a8 black rook · b8 black knight · d8 black queen · e8 black king · h8 black rook · a7 black pawn · b7 black bishop · d7 black pawn · e7 black pawn · f7 black pawn · g7 black bishop · h7 black pawn · f6 black knight · g6 black pawn · c5 black pawn · c4 white pawn · b3 white pawn · f3 white knight · g3 white pawn · a2 white pawn · b2 white bishop · e2 white pawn · f2 white pawn · g2 white bishop · h2 white pawn · a1 white rook · b1 white knight · d1 white queen · e1 white king · h1 white rook | a8 black rook · b8 black knight · d8 black queen · e8 black king · h8 black rook · a7 black pawn · b7 black bishop · d7 black pawn · e7 black pawn · f7 black pawn · g7 black bishop · h7 black pawn · f6 black knight · g6 black pawn · c5 black pawn · c4 white pawn · b3 white pawn · f3 white knight · g3 white pawn · a2 white pawn · b2 white bishop · e2 white pawn · f2 white pawn · g2 white bishop · h2 white pawn · a1 white rook · b1 white knight · d1 white queen · e1 white king · h1 white rook | a8 black rook · b8 black knight · d8 black queen · e8 black king · h8 black rook · a7 black pawn · b7 black bishop · d7 black pawn · e7 black pawn · f7 black pawn · g7 black bishop · h7 black pawn · f6 black knight · g6 black pawn · c5 black pawn · c4 white pawn · b3 white pawn · f3 white knight · g3 white pawn · a2 white pawn · b2 white bishop · e2 white pawn · f2 white pawn · g2 white bishop · h2 white pawn · a1 white rook · b1 white knight · d1 white queen · e1 white king · h1 white rook | a8 black rook · b8 black knight · d8 black queen · e8 black king · h8 black rook · a7 black pawn · b7 black bishop · d7 black pawn · e7 black pawn · f7 black pawn · g7 black bishop · h7 black pawn · f6 black knight · g6 black pawn · c5 black pawn · c4 white pawn · b3 white pawn · f3 white knight · g3 white pawn · a2 white pawn · b2 white bishop · e2 white pawn · f2 white pawn · g2 white bishop · h2 white pawn · a1 white rook · b1 white knight · d1 white queen · e1 white king · h1 white rook | a8 black rook · b8 black knight · d8 black queen · e8 black king · h8 black rook · a7 black pawn · b7 black bishop · d7 black pawn · e7 black pawn · f7 black pawn · g7 black bishop · h7 black pawn · f6 black knight · g6 black pawn · c5 black pawn · c4 white pawn · b3 white pawn · f3 white knight · g3 white pawn · a2 white pawn · b2 white bishop · e2 white pawn · f2 white pawn · g2 white bishop · h2 white pawn · a1 white rook · b1 white knight · d1 white queen · e1 white king · h1 white rook | a8 black rook · b8 black knight · d8 black queen · e8 black king · h8 black rook · a7 black pawn · b7 black bishop · d7 black pawn · e7 black pawn · f7 black pawn · g7 black bishop · h7 black pawn · f6 black knight · g6 black pawn · c5 black pawn · c4 white pawn · b3 white pawn · f3 white knight · g3 white pawn · a2 white pawn · b2 white bishop · e2 white pawn · f2 white pawn · g2 white bishop · h2 white pawn · a1 white rook · b1 white knight · d1 white queen · e1 white king · h1 white rook | a8 black rook · b8 black knight · d8 black queen · e8 black king · h8 black rook · a7 black pawn · b7 black bishop · d7 black pawn · e7 black pawn · f7 black pawn · g7 black bishop · h7 black pawn · f6 black knight · g6 black pawn · c5 black pawn · c4 white pawn · b3 white pawn · f3 white knight · g3 white pawn · a2 white pawn · b2 white bishop · e2 white pawn · f2 white pawn · g2 white bishop · h2 white pawn · a1 white rook · b1 white knight · d1 white queen · e1 white king · h1 white rook | a8 black rook · b8 black knight · d8 black queen · e8 black king · h8 black rook · a7 black pawn · b7 black bishop · d7 black pawn · e7 black pawn · f7 black pawn · g7 black bishop · h7 black pawn · f6 black knight · g6 black pawn · c5 black pawn · c4 white pawn · b3 white pawn · f3 white knight · g3 white pawn · a2 white pawn · b2 white bishop · e2 white pawn · f2 white pawn · g2 white bishop · h2 white pawn · a1 white rook · b1 white knight · d1 white queen · e1 white king · h1 white rook | 8 |
| 7 | a8 black rook · b8 black knight · d8 black queen · e8 black king · h8 black rook · a7 black pawn · b7 black bishop · d7 black pawn · e7 black pawn · f7 black pawn · g7 black bishop · h7 black pawn · f6 black knight · g6 black pawn · c5 black pawn · c4 white pawn · b3 white pawn · f3 white knight · g3 white pawn · a2 white pawn · b2 white bishop · e2 white pawn · f2 white pawn · g2 white bishop · h2 white pawn · a1 white rook · b1 white knight · d1 white queen · e1 white king · h1 white rook | a8 black rook · b8 black knight · d8 black queen · e8 black king · h8 black rook · a7 black pawn · b7 black bishop · d7 black pawn · e7 black pawn · f7 black pawn · g7 black bishop · h7 black pawn · f6 black knight · g6 black pawn · c5 black pawn · c4 white pawn · b3 white pawn · f3 white knight · g3 white pawn · a2 white pawn · b2 white bishop · e2 white pawn · f2 white pawn · g2 white bishop · h2 white pawn · a1 white rook · b1 white knight · d1 white queen · e1 white king · h1 white rook | a8 black rook · b8 black knight · d8 black queen · e8 black king · h8 black rook · a7 black pawn · b7 black bishop · d7 black pawn · e7 black pawn · f7 black pawn · g7 black bishop · h7 black pawn · f6 black knight · g6 black pawn · c5 black pawn · c4 white pawn · b3 white pawn · f3 white knight · g3 white pawn · a2 white pawn · b2 white bishop · e2 white pawn · f2 white pawn · g2 white bishop · h2 white pawn · a1 white rook · b1 white knight · d1 white queen · e1 white king · h1 white rook | a8 black rook · b8 black knight · d8 black queen · e8 black king · h8 black rook · a7 black pawn · b7 black bishop · d7 black pawn · e7 black pawn · f7 black pawn · g7 black bishop · h7 black pawn · f6 black knight · g6 black pawn · c5 black pawn · c4 white pawn · b3 white pawn · f3 white knight · g3 white pawn · a2 white pawn · b2 white bishop · e2 white pawn · f2 white pawn · g2 white bishop · h2 white pawn · a1 white rook · b1 white knight · d1 white queen · e1 white king · h1 white rook | a8 black rook · b8 black knight · d8 black queen · e8 black king · h8 black rook · a7 black pawn · b7 black bishop · d7 black pawn · e7 black pawn · f7 black pawn · g7 black bishop · h7 black pawn · f6 black knight · g6 black pawn · c5 black pawn · c4 white pawn · b3 white pawn · f3 white knight · g3 white pawn · a2 white pawn · b2 white bishop · e2 white pawn · f2 white pawn · g2 white bishop · h2 white pawn · a1 white rook · b1 white knight · d1 white queen · e1 white king · h1 white rook | a8 black rook · b8 black knight · d8 black queen · e8 black king · h8 black rook · a7 black pawn · b7 black bishop · d7 black pawn · e7 black pawn · f7 black pawn · g7 black bishop · h7 black pawn · f6 black knight · g6 black pawn · c5 black pawn · c4 white pawn · b3 white pawn · f3 white knight · g3 white pawn · a2 white pawn · b2 white bishop · e2 white pawn · f2 white pawn · g2 white bishop · h2 white pawn · a1 white rook · b1 white knight · d1 white queen · e1 white king · h1 white rook | a8 black rook · b8 black knight · d8 black queen · e8 black king · h8 black rook · a7 black pawn · b7 black bishop · d7 black pawn · e7 black pawn · f7 black pawn · g7 black bishop · h7 black pawn · f6 black knight · g6 black pawn · c5 black pawn · c4 white pawn · b3 white pawn · f3 white knight · g3 white pawn · a2 white pawn · b2 white bishop · e2 white pawn · f2 white pawn · g2 white bishop · h2 white pawn · a1 white rook · b1 white knight · d1 white queen · e1 white king · h1 white rook | a8 black rook · b8 black knight · d8 black queen · e8 black king · h8 black rook · a7 black pawn · b7 black bishop · d7 black pawn · e7 black pawn · f7 black pawn · g7 black bishop · h7 black pawn · f6 black knight · g6 black pawn · c5 black pawn · c4 white pawn · b3 white pawn · f3 white knight · g3 white pawn · a2 white pawn · b2 white bishop · e2 white pawn · f2 white pawn · g2 white bishop · h2 white pawn · a1 white rook · b1 white knight · d1 white queen · e1 white king · h1 white rook | 7 |
| 6 | a8 black rook · b8 black knight · d8 black queen · e8 black king · h8 black rook · a7 black pawn · b7 black bishop · d7 black pawn · e7 black pawn · f7 black pawn · g7 black bishop · h7 black pawn · f6 black knight · g6 black pawn · c5 black pawn · c4 white pawn · b3 white pawn · f3 white knight · g3 white pawn · a2 white pawn · b2 white bishop · e2 white pawn · f2 white pawn · g2 white bishop · h2 white pawn · a1 white rook · b1 white knight · d1 white queen · e1 white king · h1 white rook | a8 black rook · b8 black knight · d8 black queen · e8 black king · h8 black rook · a7 black pawn · b7 black bishop · d7 black pawn · e7 black pawn · f7 black pawn · g7 black bishop · h7 black pawn · f6 black knight · g6 black pawn · c5 black pawn · c4 white pawn · b3 white pawn · f3 white knight · g3 white pawn · a2 white pawn · b2 white bishop · e2 white pawn · f2 white pawn · g2 white bishop · h2 white pawn · a1 white rook · b1 white knight · d1 white queen · e1 white king · h1 white rook | a8 black rook · b8 black knight · d8 black queen · e8 black king · h8 black rook · a7 black pawn · b7 black bishop · d7 black pawn · e7 black pawn · f7 black pawn · g7 black bishop · h7 black pawn · f6 black knight · g6 black pawn · c5 black pawn · c4 white pawn · b3 white pawn · f3 white knight · g3 white pawn · a2 white pawn · b2 white bishop · e2 white pawn · f2 white pawn · g2 white bishop · h2 white pawn · a1 white rook · b1 white knight · d1 white queen · e1 white king · h1 white rook | a8 black rook · b8 black knight · d8 black queen · e8 black king · h8 black rook · a7 black pawn · b7 black bishop · d7 black pawn · e7 black pawn · f7 black pawn · g7 black bishop · h7 black pawn · f6 black knight · g6 black pawn · c5 black pawn · c4 white pawn · b3 white pawn · f3 white knight · g3 white pawn · a2 white pawn · b2 white bishop · e2 white pawn · f2 white pawn · g2 white bishop · h2 white pawn · a1 white rook · b1 white knight · d1 white queen · e1 white king · h1 white rook | a8 black rook · b8 black knight · d8 black queen · e8 black king · h8 black rook · a7 black pawn · b7 black bishop · d7 black pawn · e7 black pawn · f7 black pawn · g7 black bishop · h7 black pawn · f6 black knight · g6 black pawn · c5 black pawn · c4 white pawn · b3 white pawn · f3 white knight · g3 white pawn · a2 white pawn · b2 white bishop · e2 white pawn · f2 white pawn · g2 white bishop · h2 white pawn · a1 white rook · b1 white knight · d1 white queen · e1 white king · h1 white rook | a8 black rook · b8 black knight · d8 black queen · e8 black king · h8 black rook · a7 black pawn · b7 black bishop · d7 black pawn · e7 black pawn · f7 black pawn · g7 black bishop · h7 black pawn · f6 black knight · g6 black pawn · c5 black pawn · c4 white pawn · b3 white pawn · f3 white knight · g3 white pawn · a2 white pawn · b2 white bishop · e2 white pawn · f2 white pawn · g2 white bishop · h2 white pawn · a1 white rook · b1 white knight · d1 white queen · e1 white king · h1 white rook | a8 black rook · b8 black knight · d8 black queen · e8 black king · h8 black rook · a7 black pawn · b7 black bishop · d7 black pawn · e7 black pawn · f7 black pawn · g7 black bishop · h7 black pawn · f6 black knight · g6 black pawn · c5 black pawn · c4 white pawn · b3 white pawn · f3 white knight · g3 white pawn · a2 white pawn · b2 white bishop · e2 white pawn · f2 white pawn · g2 white bishop · h2 white pawn · a1 white rook · b1 white knight · d1 white queen · e1 white king · h1 white rook | a8 black rook · b8 black knight · d8 black queen · e8 black king · h8 black rook · a7 black pawn · b7 black bishop · d7 black pawn · e7 black pawn · f7 black pawn · g7 black bishop · h7 black pawn · f6 black knight · g6 black pawn · c5 black pawn · c4 white pawn · b3 white pawn · f3 white knight · g3 white pawn · a2 white pawn · b2 white bishop · e2 white pawn · f2 white pawn · g2 white bishop · h2 white pawn · a1 white rook · b1 white knight · d1 white queen · e1 white king · h1 white rook | 6 |
| 5 | a8 black rook · b8 black knight · d8 black queen · e8 black king · h8 black rook · a7 black pawn · b7 black bishop · d7 black pawn · e7 black pawn · f7 black pawn · g7 black bishop · h7 black pawn · f6 black knight · g6 black pawn · c5 black pawn · c4 white pawn · b3 white pawn · f3 white knight · g3 white pawn · a2 white pawn · b2 white bishop · e2 white pawn · f2 white pawn · g2 white bishop · h2 white pawn · a1 white rook · b1 white knight · d1 white queen · e1 white king · h1 white rook | a8 black rook · b8 black knight · d8 black queen · e8 black king · h8 black rook · a7 black pawn · b7 black bishop · d7 black pawn · e7 black pawn · f7 black pawn · g7 black bishop · h7 black pawn · f6 black knight · g6 black pawn · c5 black pawn · c4 white pawn · b3 white pawn · f3 white knight · g3 white pawn · a2 white pawn · b2 white bishop · e2 white pawn · f2 white pawn · g2 white bishop · h2 white pawn · a1 white rook · b1 white knight · d1 white queen · e1 white king · h1 white rook | a8 black rook · b8 black knight · d8 black queen · e8 black king · h8 black rook · a7 black pawn · b7 black bishop · d7 black pawn · e7 black pawn · f7 black pawn · g7 black bishop · h7 black pawn · f6 black knight · g6 black pawn · c5 black pawn · c4 white pawn · b3 white pawn · f3 white knight · g3 white pawn · a2 white pawn · b2 white bishop · e2 white pawn · f2 white pawn · g2 white bishop · h2 white pawn · a1 white rook · b1 white knight · d1 white queen · e1 white king · h1 white rook | a8 black rook · b8 black knight · d8 black queen · e8 black king · h8 black rook · a7 black pawn · b7 black bishop · d7 black pawn · e7 black pawn · f7 black pawn · g7 black bishop · h7 black pawn · f6 black knight · g6 black pawn · c5 black pawn · c4 white pawn · b3 white pawn · f3 white knight · g3 white pawn · a2 white pawn · b2 white bishop · e2 white pawn · f2 white pawn · g2 white bishop · h2 white pawn · a1 white rook · b1 white knight · d1 white queen · e1 white king · h1 white rook | a8 black rook · b8 black knight · d8 black queen · e8 black king · h8 black rook · a7 black pawn · b7 black bishop · d7 black pawn · e7 black pawn · f7 black pawn · g7 black bishop · h7 black pawn · f6 black knight · g6 black pawn · c5 black pawn · c4 white pawn · b3 white pawn · f3 white knight · g3 white pawn · a2 white pawn · b2 white bishop · e2 white pawn · f2 white pawn · g2 white bishop · h2 white pawn · a1 white rook · b1 white knight · d1 white queen · e1 white king · h1 white rook | a8 black rook · b8 black knight · d8 black queen · e8 black king · h8 black rook · a7 black pawn · b7 black bishop · d7 black pawn · e7 black pawn · f7 black pawn · g7 black bishop · h7 black pawn · f6 black knight · g6 black pawn · c5 black pawn · c4 white pawn · b3 white pawn · f3 white knight · g3 white pawn · a2 white pawn · b2 white bishop · e2 white pawn · f2 white pawn · g2 white bishop · h2 white pawn · a1 white rook · b1 white knight · d1 white queen · e1 white king · h1 white rook | a8 black rook · b8 black knight · d8 black queen · e8 black king · h8 black rook · a7 black pawn · b7 black bishop · d7 black pawn · e7 black pawn · f7 black pawn · g7 black bishop · h7 black pawn · f6 black knight · g6 black pawn · c5 black pawn · c4 white pawn · b3 white pawn · f3 white knight · g3 white pawn · a2 white pawn · b2 white bishop · e2 white pawn · f2 white pawn · g2 white bishop · h2 white pawn · a1 white rook · b1 white knight · d1 white queen · e1 white king · h1 white rook | a8 black rook · b8 black knight · d8 black queen · e8 black king · h8 black rook · a7 black pawn · b7 black bishop · d7 black pawn · e7 black pawn · f7 black pawn · g7 black bishop · h7 black pawn · f6 black knight · g6 black pawn · c5 black pawn · c4 white pawn · b3 white pawn · f3 white knight · g3 white pawn · a2 white pawn · b2 white bishop · e2 white pawn · f2 white pawn · g2 white bishop · h2 white pawn · a1 white rook · b1 white knight · d1 white queen · e1 white king · h1 white rook | 5 |
| 4 | a8 black rook · b8 black knight · d8 black queen · e8 black king · h8 black rook · a7 black pawn · b7 black bishop · d7 black pawn · e7 black pawn · f7 black pawn · g7 black bishop · h7 black pawn · f6 black knight · g6 black pawn · c5 black pawn · c4 white pawn · b3 white pawn · f3 white knight · g3 white pawn · a2 white pawn · b2 white bishop · e2 white pawn · f2 white pawn · g2 white bishop · h2 white pawn · a1 white rook · b1 white knight · d1 white queen · e1 white king · h1 white rook | a8 black rook · b8 black knight · d8 black queen · e8 black king · h8 black rook · a7 black pawn · b7 black bishop · d7 black pawn · e7 black pawn · f7 black pawn · g7 black bishop · h7 black pawn · f6 black knight · g6 black pawn · c5 black pawn · c4 white pawn · b3 white pawn · f3 white knight · g3 white pawn · a2 white pawn · b2 white bishop · e2 white pawn · f2 white pawn · g2 white bishop · h2 white pawn · a1 white rook · b1 white knight · d1 white queen · e1 white king · h1 white rook | a8 black rook · b8 black knight · d8 black queen · e8 black king · h8 black rook · a7 black pawn · b7 black bishop · d7 black pawn · e7 black pawn · f7 black pawn · g7 black bishop · h7 black pawn · f6 black knight · g6 black pawn · c5 black pawn · c4 white pawn · b3 white pawn · f3 white knight · g3 white pawn · a2 white pawn · b2 white bishop · e2 white pawn · f2 white pawn · g2 white bishop · h2 white pawn · a1 white rook · b1 white knight · d1 white queen · e1 white king · h1 white rook | a8 black rook · b8 black knight · d8 black queen · e8 black king · h8 black rook · a7 black pawn · b7 black bishop · d7 black pawn · e7 black pawn · f7 black pawn · g7 black bishop · h7 black pawn · f6 black knight · g6 black pawn · c5 black pawn · c4 white pawn · b3 white pawn · f3 white knight · g3 white pawn · a2 white pawn · b2 white bishop · e2 white pawn · f2 white pawn · g2 white bishop · h2 white pawn · a1 white rook · b1 white knight · d1 white queen · e1 white king · h1 white rook | a8 black rook · b8 black knight · d8 black queen · e8 black king · h8 black rook · a7 black pawn · b7 black bishop · d7 black pawn · e7 black pawn · f7 black pawn · g7 black bishop · h7 black pawn · f6 black knight · g6 black pawn · c5 black pawn · c4 white pawn · b3 white pawn · f3 white knight · g3 white pawn · a2 white pawn · b2 white bishop · e2 white pawn · f2 white pawn · g2 white bishop · h2 white pawn · a1 white rook · b1 white knight · d1 white queen · e1 white king · h1 white rook | a8 black rook · b8 black knight · d8 black queen · e8 black king · h8 black rook · a7 black pawn · b7 black bishop · d7 black pawn · e7 black pawn · f7 black pawn · g7 black bishop · h7 black pawn · f6 black knight · g6 black pawn · c5 black pawn · c4 white pawn · b3 white pawn · f3 white knight · g3 white pawn · a2 white pawn · b2 white bishop · e2 white pawn · f2 white pawn · g2 white bishop · h2 white pawn · a1 white rook · b1 white knight · d1 white queen · e1 white king · h1 white rook | a8 black rook · b8 black knight · d8 black queen · e8 black king · h8 black rook · a7 black pawn · b7 black bishop · d7 black pawn · e7 black pawn · f7 black pawn · g7 black bishop · h7 black pawn · f6 black knight · g6 black pawn · c5 black pawn · c4 white pawn · b3 white pawn · f3 white knight · g3 white pawn · a2 white pawn · b2 white bishop · e2 white pawn · f2 white pawn · g2 white bishop · h2 white pawn · a1 white rook · b1 white knight · d1 white queen · e1 white king · h1 white rook | a8 black rook · b8 black knight · d8 black queen · e8 black king · h8 black rook · a7 black pawn · b7 black bishop · d7 black pawn · e7 black pawn · f7 black pawn · g7 black bishop · h7 black pawn · f6 black knight · g6 black pawn · c5 black pawn · c4 white pawn · b3 white pawn · f3 white knight · g3 white pawn · a2 white pawn · b2 white bishop · e2 white pawn · f2 white pawn · g2 white bishop · h2 white pawn · a1 white rook · b1 white knight · d1 white queen · e1 white king · h1 white rook | 4 |
| 3 | a8 black rook · b8 black knight · d8 black queen · e8 black king · h8 black rook · a7 black pawn · b7 black bishop · d7 black pawn · e7 black pawn · f7 black pawn · g7 black bishop · h7 black pawn · f6 black knight · g6 black pawn · c5 black pawn · c4 white pawn · b3 white pawn · f3 white knight · g3 white pawn · a2 white pawn · b2 white bishop · e2 white pawn · f2 white pawn · g2 white bishop · h2 white pawn · a1 white rook · b1 white knight · d1 white queen · e1 white king · h1 white rook | a8 black rook · b8 black knight · d8 black queen · e8 black king · h8 black rook · a7 black pawn · b7 black bishop · d7 black pawn · e7 black pawn · f7 black pawn · g7 black bishop · h7 black pawn · f6 black knight · g6 black pawn · c5 black pawn · c4 white pawn · b3 white pawn · f3 white knight · g3 white pawn · a2 white pawn · b2 white bishop · e2 white pawn · f2 white pawn · g2 white bishop · h2 white pawn · a1 white rook · b1 white knight · d1 white queen · e1 white king · h1 white rook | a8 black rook · b8 black knight · d8 black queen · e8 black king · h8 black rook · a7 black pawn · b7 black bishop · d7 black pawn · e7 black pawn · f7 black pawn · g7 black bishop · h7 black pawn · f6 black knight · g6 black pawn · c5 black pawn · c4 white pawn · b3 white pawn · f3 white knight · g3 white pawn · a2 white pawn · b2 white bishop · e2 white pawn · f2 white pawn · g2 white bishop · h2 white pawn · a1 white rook · b1 white knight · d1 white queen · e1 white king · h1 white rook | a8 black rook · b8 black knight · d8 black queen · e8 black king · h8 black rook · a7 black pawn · b7 black bishop · d7 black pawn · e7 black pawn · f7 black pawn · g7 black bishop · h7 black pawn · f6 black knight · g6 black pawn · c5 black pawn · c4 white pawn · b3 white pawn · f3 white knight · g3 white pawn · a2 white pawn · b2 white bishop · e2 white pawn · f2 white pawn · g2 white bishop · h2 white pawn · a1 white rook · b1 white knight · d1 white queen · e1 white king · h1 white rook | a8 black rook · b8 black knight · d8 black queen · e8 black king · h8 black rook · a7 black pawn · b7 black bishop · d7 black pawn · e7 black pawn · f7 black pawn · g7 black bishop · h7 black pawn · f6 black knight · g6 black pawn · c5 black pawn · c4 white pawn · b3 white pawn · f3 white knight · g3 white pawn · a2 white pawn · b2 white bishop · e2 white pawn · f2 white pawn · g2 white bishop · h2 white pawn · a1 white rook · b1 white knight · d1 white queen · e1 white king · h1 white rook | a8 black rook · b8 black knight · d8 black queen · e8 black king · h8 black rook · a7 black pawn · b7 black bishop · d7 black pawn · e7 black pawn · f7 black pawn · g7 black bishop · h7 black pawn · f6 black knight · g6 black pawn · c5 black pawn · c4 white pawn · b3 white pawn · f3 white knight · g3 white pawn · a2 white pawn · b2 white bishop · e2 white pawn · f2 white pawn · g2 white bishop · h2 white pawn · a1 white rook · b1 white knight · d1 white queen · e1 white king · h1 white rook | a8 black rook · b8 black knight · d8 black queen · e8 black king · h8 black rook · a7 black pawn · b7 black bishop · d7 black pawn · e7 black pawn · f7 black pawn · g7 black bishop · h7 black pawn · f6 black knight · g6 black pawn · c5 black pawn · c4 white pawn · b3 white pawn · f3 white knight · g3 white pawn · a2 white pawn · b2 white bishop · e2 white pawn · f2 white pawn · g2 white bishop · h2 white pawn · a1 white rook · b1 white knight · d1 white queen · e1 white king · h1 white rook | a8 black rook · b8 black knight · d8 black queen · e8 black king · h8 black rook · a7 black pawn · b7 black bishop · d7 black pawn · e7 black pawn · f7 black pawn · g7 black bishop · h7 black pawn · f6 black knight · g6 black pawn · c5 black pawn · c4 white pawn · b3 white pawn · f3 white knight · g3 white pawn · a2 white pawn · b2 white bishop · e2 white pawn · f2 white pawn · g2 white bishop · h2 white pawn · a1 white rook · b1 white knight · d1 white queen · e1 white king · h1 white rook | 3 |
| 2 | a8 black rook · b8 black knight · d8 black queen · e8 black king · h8 black rook · a7 black pawn · b7 black bishop · d7 black pawn · e7 black pawn · f7 black pawn · g7 black bishop · h7 black pawn · f6 black knight · g6 black pawn · c5 black pawn · c4 white pawn · b3 white pawn · f3 white knight · g3 white pawn · a2 white pawn · b2 white bishop · e2 white pawn · f2 white pawn · g2 white bishop · h2 white pawn · a1 white rook · b1 white knight · d1 white queen · e1 white king · h1 white rook | a8 black rook · b8 black knight · d8 black queen · e8 black king · h8 black rook · a7 black pawn · b7 black bishop · d7 black pawn · e7 black pawn · f7 black pawn · g7 black bishop · h7 black pawn · f6 black knight · g6 black pawn · c5 black pawn · c4 white pawn · b3 white pawn · f3 white knight · g3 white pawn · a2 white pawn · b2 white bishop · e2 white pawn · f2 white pawn · g2 white bishop · h2 white pawn · a1 white rook · b1 white knight · d1 white queen · e1 white king · h1 white rook | a8 black rook · b8 black knight · d8 black queen · e8 black king · h8 black rook · a7 black pawn · b7 black bishop · d7 black pawn · e7 black pawn · f7 black pawn · g7 black bishop · h7 black pawn · f6 black knight · g6 black pawn · c5 black pawn · c4 white pawn · b3 white pawn · f3 white knight · g3 white pawn · a2 white pawn · b2 white bishop · e2 white pawn · f2 white pawn · g2 white bishop · h2 white pawn · a1 white rook · b1 white knight · d1 white queen · e1 white king · h1 white rook | a8 black rook · b8 black knight · d8 black queen · e8 black king · h8 black rook · a7 black pawn · b7 black bishop · d7 black pawn · e7 black pawn · f7 black pawn · g7 black bishop · h7 black pawn · f6 black knight · g6 black pawn · c5 black pawn · c4 white pawn · b3 white pawn · f3 white knight · g3 white pawn · a2 white pawn · b2 white bishop · e2 white pawn · f2 white pawn · g2 white bishop · h2 white pawn · a1 white rook · b1 white knight · d1 white queen · e1 white king · h1 white rook | a8 black rook · b8 black knight · d8 black queen · e8 black king · h8 black rook · a7 black pawn · b7 black bishop · d7 black pawn · e7 black pawn · f7 black pawn · g7 black bishop · h7 black pawn · f6 black knight · g6 black pawn · c5 black pawn · c4 white pawn · b3 white pawn · f3 white knight · g3 white pawn · a2 white pawn · b2 white bishop · e2 white pawn · f2 white pawn · g2 white bishop · h2 white pawn · a1 white rook · b1 white knight · d1 white queen · e1 white king · h1 white rook | a8 black rook · b8 black knight · d8 black queen · e8 black king · h8 black rook · a7 black pawn · b7 black bishop · d7 black pawn · e7 black pawn · f7 black pawn · g7 black bishop · h7 black pawn · f6 black knight · g6 black pawn · c5 black pawn · c4 white pawn · b3 white pawn · f3 white knight · g3 white pawn · a2 white pawn · b2 white bishop · e2 white pawn · f2 white pawn · g2 white bishop · h2 white pawn · a1 white rook · b1 white knight · d1 white queen · e1 white king · h1 white rook | a8 black rook · b8 black knight · d8 black queen · e8 black king · h8 black rook · a7 black pawn · b7 black bishop · d7 black pawn · e7 black pawn · f7 black pawn · g7 black bishop · h7 black pawn · f6 black knight · g6 black pawn · c5 black pawn · c4 white pawn · b3 white pawn · f3 white knight · g3 white pawn · a2 white pawn · b2 white bishop · e2 white pawn · f2 white pawn · g2 white bishop · h2 white pawn · a1 white rook · b1 white knight · d1 white queen · e1 white king · h1 white rook | a8 black rook · b8 black knight · d8 black queen · e8 black king · h8 black rook · a7 black pawn · b7 black bishop · d7 black pawn · e7 black pawn · f7 black pawn · g7 black bishop · h7 black pawn · f6 black knight · g6 black pawn · c5 black pawn · c4 white pawn · b3 white pawn · f3 white knight · g3 white pawn · a2 white pawn · b2 white bishop · e2 white pawn · f2 white pawn · g2 white bishop · h2 white pawn · a1 white rook · b1 white knight · d1 white queen · e1 white king · h1 white rook | 2 |
| 1 | a8 black rook · b8 black knight · d8 black queen · e8 black king · h8 black rook · a7 black pawn · b7 black bishop · d7 black pawn · e7 black pawn · f7 black pawn · g7 black bishop · h7 black pawn · f6 black knight · g6 black pawn · c5 black pawn · c4 white pawn · b3 white pawn · f3 white knight · g3 white pawn · a2 white pawn · b2 white bishop · e2 white pawn · f2 white pawn · g2 white bishop · h2 white pawn · a1 white rook · b1 white knight · d1 white queen · e1 white king · h1 white rook | a8 black rook · b8 black knight · d8 black queen · e8 black king · h8 black rook · a7 black pawn · b7 black bishop · d7 black pawn · e7 black pawn · f7 black pawn · g7 black bishop · h7 black pawn · f6 black knight · g6 black pawn · c5 black pawn · c4 white pawn · b3 white pawn · f3 white knight · g3 white pawn · a2 white pawn · b2 white bishop · e2 white pawn · f2 white pawn · g2 white bishop · h2 white pawn · a1 white rook · b1 white knight · d1 white queen · e1 white king · h1 white rook | a8 black rook · b8 black knight · d8 black queen · e8 black king · h8 black rook · a7 black pawn · b7 black bishop · d7 black pawn · e7 black pawn · f7 black pawn · g7 black bishop · h7 black pawn · f6 black knight · g6 black pawn · c5 black pawn · c4 white pawn · b3 white pawn · f3 white knight · g3 white pawn · a2 white pawn · b2 white bishop · e2 white pawn · f2 white pawn · g2 white bishop · h2 white pawn · a1 white rook · b1 white knight · d1 white queen · e1 white king · h1 white rook | a8 black rook · b8 black knight · d8 black queen · e8 black king · h8 black rook · a7 black pawn · b7 black bishop · d7 black pawn · e7 black pawn · f7 black pawn · g7 black bishop · h7 black pawn · f6 black knight · g6 black pawn · c5 black pawn · c4 white pawn · b3 white pawn · f3 white knight · g3 white pawn · a2 white pawn · b2 white bishop · e2 white pawn · f2 white pawn · g2 white bishop · h2 white pawn · a1 white rook · b1 white knight · d1 white queen · e1 white king · h1 white rook | a8 black rook · b8 black knight · d8 black queen · e8 black king · h8 black rook · a7 black pawn · b7 black bishop · d7 black pawn · e7 black pawn · f7 black pawn · g7 black bishop · h7 black pawn · f6 black knight · g6 black pawn · c5 black pawn · c4 white pawn · b3 white pawn · f3 white knight · g3 white pawn · a2 white pawn · b2 white bishop · e2 white pawn · f2 white pawn · g2 white bishop · h2 white pawn · a1 white rook · b1 white knight · d1 white queen · e1 white king · h1 white rook | a8 black rook · b8 black knight · d8 black queen · e8 black king · h8 black rook · a7 black pawn · b7 black bishop · d7 black pawn · e7 black pawn · f7 black pawn · g7 black bishop · h7 black pawn · f6 black knight · g6 black pawn · c5 black pawn · c4 white pawn · b3 white pawn · f3 white knight · g3 white pawn · a2 white pawn · b2 white bishop · e2 white pawn · f2 white pawn · g2 white bishop · h2 white pawn · a1 white rook · b1 white knight · d1 white queen · e1 white king · h1 white rook | a8 black rook · b8 black knight · d8 black queen · e8 black king · h8 black rook · a7 black pawn · b7 black bishop · d7 black pawn · e7 black pawn · f7 black pawn · g7 black bishop · h7 black pawn · f6 black knight · g6 black pawn · c5 black pawn · c4 white pawn · b3 white pawn · f3 white knight · g3 white pawn · a2 white pawn · b2 white bishop · e2 white pawn · f2 white pawn · g2 white bishop · h2 white pawn · a1 white rook · b1 white knight · d1 white queen · e1 white king · h1 white rook | a8 black rook · b8 black knight · d8 black queen · e8 black king · h8 black rook · a7 black pawn · b7 black bishop · d7 black pawn · e7 black pawn · f7 black pawn · g7 black bishop · h7 black pawn · f6 black knight · g6 black pawn · c5 black pawn · c4 white pawn · b3 white pawn · f3 white knight · g3 white pawn · a2 white pawn · b2 white bishop · e2 white pawn · f2 white pawn · g2 white bishop · h2 white pawn · a1 white rook · b1 white knight · d1 white queen · e1 white king · h1 white rook | 1 |
|   | a | b | c | d | e | f | g | h |   |

 Игра Рубинштајн - Нимзович, Мариенбад 1925.  имала је четири фијанкетирана ловца, два развијена скакача и два на својим почетним пољима. У овом положају, Нимзович је шаљиво нагласио у Мојем систему : "Свака страна рокира сада са чистом савешћу, јер чак ни хипермодерни пар мајстора не може да произведе више од четири фијанкетирана ловца!" 